# Fredrika landsfiskalsdistrikt
Fredrika landsfiskalsdistrikt var 1918–1948 ett landsfiskalsdistrikt i Västerbottens län, bildat när Sveriges indelning i landsfiskalsdistrikt trädde i kraft den 1 januari 1918, enligt beslut den 7 september 1917. Distriktet upphörde 1 augusti 1948 och av dess ingående områden överfördes Fredrika landskommun till Åsele landsfiskalsdistrikt och Örträsks landskommun till Lycksele södra landsfiskalsdistrikt.
Landsfiskalsdistriktet låg under länsstyrelsen i Västerbottens län.

## Ingående områden
Distriktet bestod under hela dess existens av samma område:
- Fredrika landskommun
- Örträsks landskommun